# Lois Griffin
Lois Patrice  Griffin a Family Guy című amerikai rajzfilmsorozat szereplője.

## Élete
Lois Griffin (eredeti nevén Pewterschmidt) egy kitalált karakter a Family Guy című sorozatban. Peter felesége, Meg, Stewie és Chris édesanyja. Családja gazdag, húga Carol Pewterschmidt, aki folyton cseréli férjeit, bátyja Patrick Pewterschmidt,  édesanyja Barbara Pewterschmidt "Bebs", édesapja pedig Carter Pewterschmidt, aki utálja Petert, ennek pedig gyakran hangot is ad.

## Személyisége
Általában nyugodt és elnéző, bár van pár kivétel, például a Már megint egy rohadt karácsony című részben. Peterrel nagyon jó viszonyban vannak, ennek ellenére a Tökéletes színjáték c. részben, miután azt hitte, férje meghalt, hozzáment Brianhez. Szakmáját tekintve zongoratanárnő, azonban zenei tudását az élet más területein is előszeretettel kamatoztatja, a Többet ésszel, mint erővel című részben Peter – házuk pincéjében kialakított – bárjában zongorázik. Néha Joe és Cleveland feleségével lóg. Loist csinos külseje és nőies kisugárzása miatt Quagmire folyamatosan zaklatja. Feminista nézeteket vall.